# Láni Illés
Láni Illés, Eliáš Láni (Turóc vármegye, 1570. – Bittse, 1618. november 5.) evangélikus püspök, vallásos költő, „a szlovák irodalomnak – ha a Csehországba szakadt Ján Silvántól eltekintünk – első lirikusa.”

## Életútja
Tanulmányait a nérei gimnáziumban fejezte be, melynek 1595-ben segédtanára lett. Mint ilyen jelen volt a késmárki kollokviumon. 1597-ben mossóci lelkésznek hívták meg, és ott 1602-ben a túróci egyházmegye esperessé választotta. Miután 1608-ban Bittsére ment, ahol Thurzó György udvari papja lett, már 1609. január 21-én trencséni esperessé, az 1610-es zsolnai zsinaton pedig az akkor szervezett bittsei egyházkerület első szuperintendensévé választatott. Lány, máskép Török Illés és testvére Dániel 1609. november 22-én II. Mátyás királytól Pozsonyban kelt címeres nemes levél által nemesíttettek meg és címeres levelük 1614-ben Turóc megyében hirdettetett ki. (Az eredeti armalis Nógrád megye levéltárában van meg.) Kiváló buzgalommal folytatta hivatalát és az egyházi szervezkedés nagy munkájában maradandó érdemeket szerzett. A lutheránus tanoknak tollal és szóval egyaránt védelmére kelt; különös eréllyel lépett fel a Moschovinus János lengyel prédikátortól Magyarországon is hirdetni kezdett photinusi tanokkal szemben, amelyek ellen 1616. február 28-án zsinatot is tartott Bittsén. Nevét Lanius Eliásnak is írták.

## Munkái
- Scvtvm Libertatis Christianae in Vsv Ceremoniarum, nomimatim autem Imaginum: oppositmum Disceptationi D. Thomae Fabricii Tholnensis, Ministri Patakini, de Christianorum imaginibus. Per ... Bartphae, 1595.
- Defensio Libertatis Christianae in Vsv Imaginvm Historico: quam Pro Asserendo Scvto Svo, Adversvs Exarmationem Thomae Fabricij Pastoris Patachini, scripsit ... Uo. (1595.).
- Kázanj Pohrébnj Pri Pohrbu Oswejeceneho a Weliko mocného Pána... Girijho Thurzy... Prága, 1617.

Összesen tíz verse maradt fenn. Jiří Třanovský az 1636-ban kiadott énekeskönyvébe közülük hármat vett fel, de a Tranoscius utolsó évjáratai már mind a tizet tartalmazzák.
Ifj. Jeszenszky Károly, Régi hangok. Bpest, 1890. c. munkájában kiadta L. szlovák énekeiből magyar fordításban a következőket: Thurzó György özvegyének gyásza, Oh mi védőnk..., Bár szivem..., Bárha tüntet... és Isten birám...
Luther katekizmusát is kiadta szlovákul 1612-ben, Abrahamides és Melik püspök társaságában; 1634-ben új kiadásában függelék gyanánt több szlovákul írt egyházi éneke van felsorolva.
Kézirati munkája a Magyar Nemzeti Múzeum kézirati osztályában: De quaestione an imagines in templis christianorum, vel etiam privatim ad aliquos sacros usu habendae et tolerande sint? 8rét 216 levél.